# Daniel Méndez
Daniel Omar Méndez Sánchez (ur. 16 sierpnia 2005 w Grand Rapids) – gwatemalski piłkarz pochodzenia meksykańskiego z obywatelstwem amerykańskim występujący na pozycji napastnika, od 2021 roku zawodnik meksykańskiej Pachuki.
Jego ojciec pochodzi z Gwatemali, zaś matka z Meksyku.